# Parafia Najświętszego Serca Pana Jezusa w Manamie
Parafia Najświętszego Serca Pana Jezusa w Manamie – parafia rzymskokatolicka należąca do wikariatu apostolskiego Arabii Północnej w Manamie, stolicy Bahrajnu. Jest to pierwsza i jedyna do tej pory parafia katolicka w Bahrajnie.

## Historia parafii
Parafia jako pierwsza w tym państwie została erygowana w 1938 roku. W 1939 ówczesny emir Bahrajnu Hamad ibn Isa Al Chalifa pozwolił na budowę kościoła parafialnego. Kamień węgielny pod kościół wmurowano 9 czerwca 1939 roku, a 3 marca 1940 roku świątynia została poświęcona. W 1949 postawiono dzwonnicę. Później zbudowano także klasztor, szkołę katolicką i dom parafialny na terenie kościelnym. W kościele parafialnym odbywają się msze święte w wielu językach. Obecnym proboszczem jest ks. Xawier Marian D'Souza. 6 listopada 2022 w trakcie swojej pielgrzymki do Bahrajnu kościół ten odwiedził papież Franciszek.